# شرکت توئی
شرکت توئی (به ژاپنی: 東映株式会社 Tōei Kabushiki-gaisha) یک ابرشرکت در فیلم ژاپنی، تولیدات تلویزیونی، و شرکت توزیعی است. به مرکزیت توکیو، تویی صاحب سی و چهار سالن سینما در سراسر ژاپن است، دارای استودیوهایی در توکیو و کیوتو و سهامدار چندین شرکت تلویزیونی است.